# 1882
Cette page concerne l'année 1882 (MDCCCLXXXII en chiffres romains) du calendrier grégorien.
L'année 1882 est une année commune qui commence un dimanche.

## Événements

### Afrique
- 26 février : l’armée coloniale française de Borgnis-Desbordes doit battre en retraite face à Samori Touré devant Kéniéra[1].

- 2 avril : victoire de Samori Touré sur les troupes coloniales françaises de Gustave Borgnis-Desbordes à la bataille de Woyowayanko[2].
- 14 avril : rétablissement du protectorat français à Porto-Novo (Toffa)[3].

- 6 juin, Éthiopie : victoire du Ras du Choa Menelik sur le Ras du Godjam Tekle Haymanot Tessemma à la bataille d’Embabo, à Guduru ; Tekle est fait prisonnier[4].

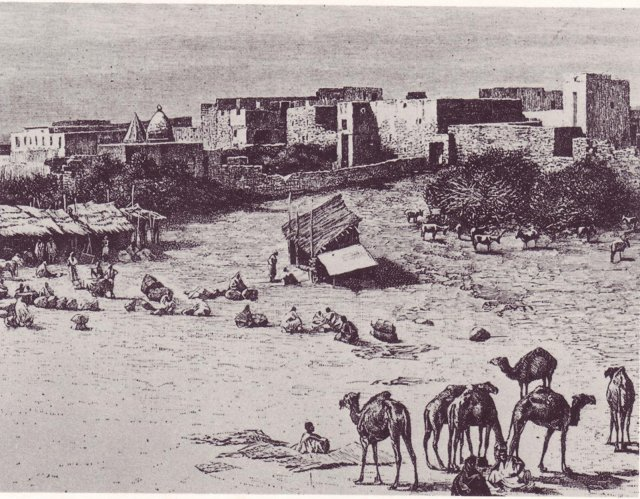
Place du marché à Mogadiscio

- 5 juillet : l’Italie, qui a récemment institué l’académie navale de Livourne, établit une colonie africaine sur la baie d’Assab, en mer Rouge, achetée par le gouvernement à l’armateur Rubattino par une convention signée le 10 mars[5].

- Août : l’empereur d’Éthiopie Johannes IV signe un accord à Warayelu avec son vassal le plus puissant, Ménélik, ras du Choa ; il lui accorde une partie des territoires conquis sur Tekle Haymanot Tessemma (Kaffa) mais le Wollo revient à son fils Araya Selassie Yohannes, qui épouse Zewditou, la fille de Ménélik[6].

- 28 août-4 octobre 1883 : échec d’une ambassade malgache en Europe et aux États-Unis[7].

- 22 novembre : Savorgnan de Brazza fait ratifier par le Parlement le traité qu’il a signé deux ans auparavant avec le Makoko Illoy, le roi des Batékés, selon lequel la France s’octroie le contrôle de la rive droite du fleuve Congo. Il fonde le poste qu’on appellera Brazzaville. Cette ratification provoque l’émotion de Léopold II de Belgique, de la Grande-Bretagne et du Portugal[8].

- Formation de la National African Company, issue de la United African Company, créée en 1879[9].
- À Gumbu (Mali), les esclaves, produits de la traite gérée par les marchands arabes et libérés récemment, sont massivement affectés au tissage des étoffes.

#### Afrique du Nord
- 22 avril : lorsque Paul Cambon remplace Roustan comme ministre résident à Tunis, un décret précise les fonctions du nouveau ministre résident qui peut dès lors collaborer avec les ministres tunisiens[10]. Des services dépendant du représentant de la France sont mis en place : Travaux publics et finances (1882), Enseignement (1883), Agriculture et Commerce (1890), Antiquités (1896), Intérieur (1922). Après 1882, la situation financière de la Tunisie est redressée en quelques années et le pays est mis en valeur. Une importante infrastructure (chemin de fer et routes) est créée. Jusqu’en 1891, la Colonisation est surtout privée et s’opère en dehors de toute intervention administrative[11].

- 7 juin, Soudan : les mahdistes détruisent un corps d’armée égyptien de 40 000 hommes au djebel Qadir[12].

- 11 juin : massacre d’une cinquantaine de chrétiens à Alexandrie. Début de la révolte d’Arabi Pacha en Égypte[13]. Depuis janvier, les troubles nationalistes et antieuropéens commencés en septembre 1881 se sont étendus jusqu’à provoquer la fuite du khédive, dont le pouvoir est proclamé illégitime par une fatwa le 22 juillet[14].

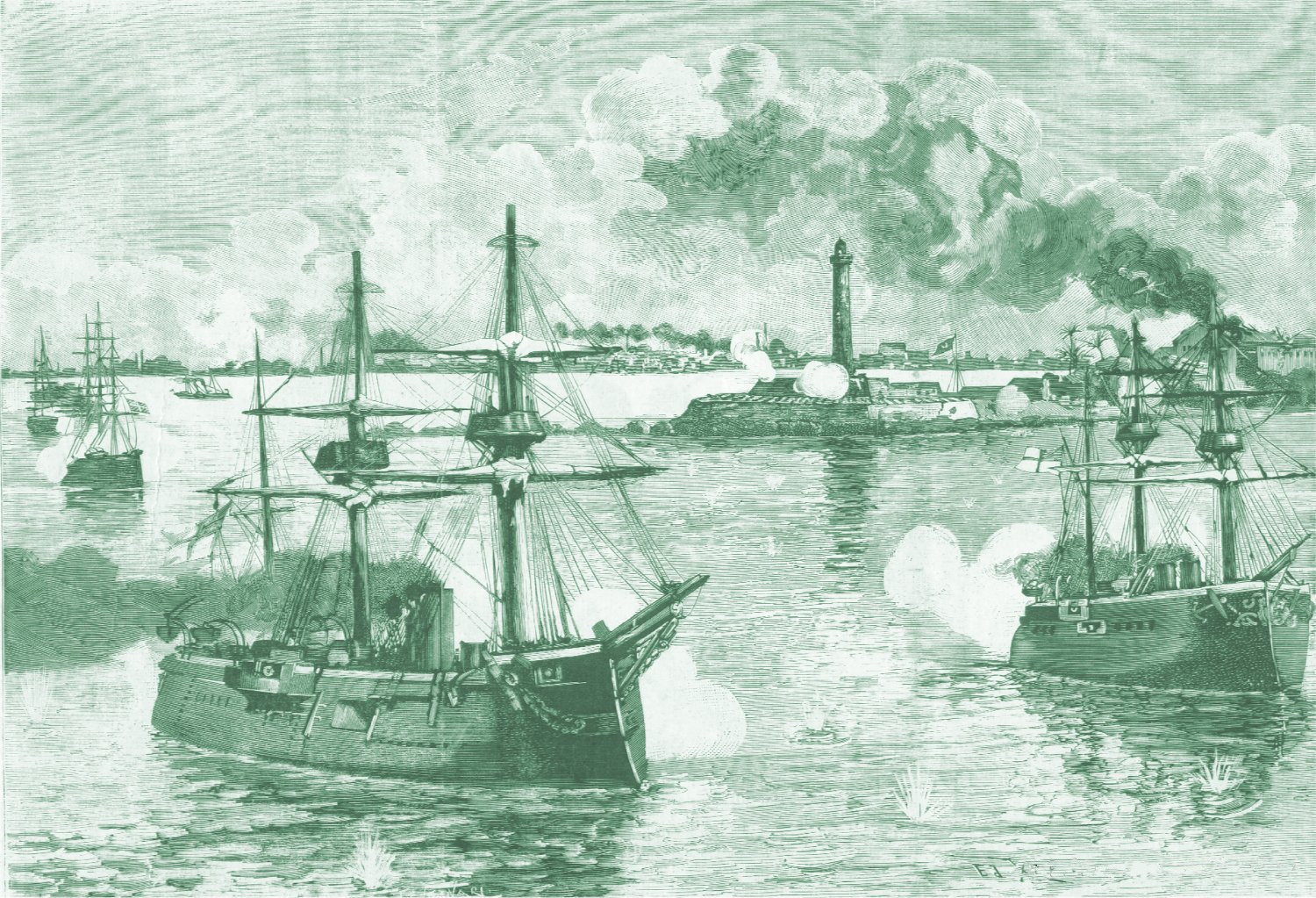
11 - 13 juillet : bombardement d’Alexandrie. Les Britanniques décident l’occupation unilatérale de l’Égypte, réprimant des soulèvements nationalistes contre Tawfiq Pacha. L’expédition d’Égypte a pour but d’éviter que les dirigeants égyptiens ne puissent impunément ne pas rembourser leurs dettes, ce qui créerait un précédent, comme de garantir l’accès aux Indes par Suez. Le gouvernement italien décline l’invitation adressé par la Grande-Bretagne pour une expédition commune en Égypte.

- 11 - 13 juillet : bombardement d’Alexandrie par la flotte britannique, qui occupe la ville. Le chef nationaliste Arabi Pacha engage la lutte[13].

- 13 septembre : les troupes nationalistes d’Arabi Pacha sont battues par les Britanniques à Tell el-Kébir. Les troupes britanniques occupent Le Caire le 15. Arabi Pacha doit s'exiler[13].
- 30 novembre : annexion du Mzab pour la France par le général de La Tour d’Auvergne, qui occupe plusieurs oasis du Sahara[15].

- La confrérie des Senousis se développe dans les centres urbains en Libye. Jusqu’alors implantée dans les zones retirées du désert, la confrérie fonde une nouvelle zawiya à Tripoli[16]. Des contacts sont établis avec le parti patriotique égyptien.

### Amérique

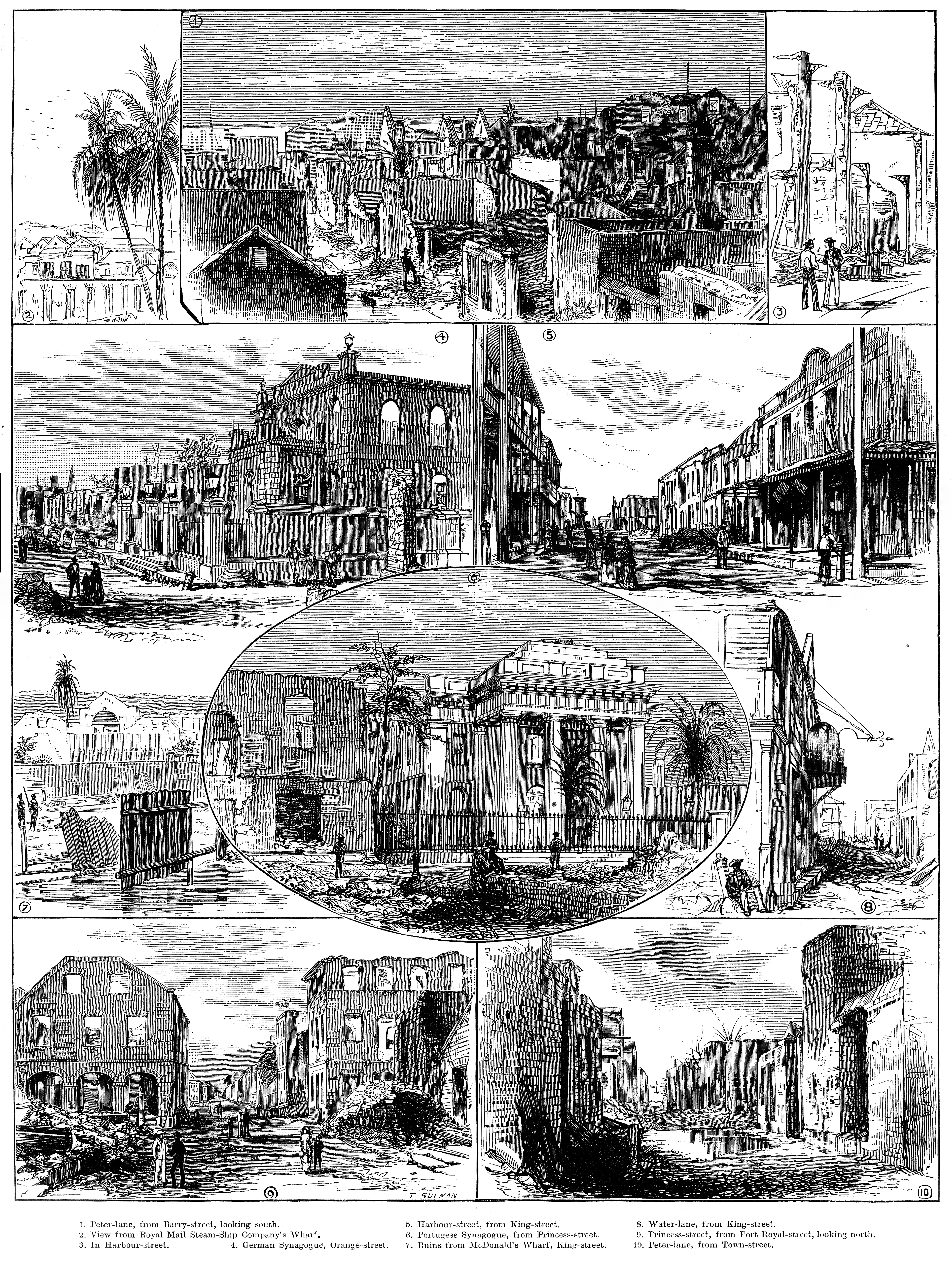
Ruines après l'incendie de Kingston (Jamaïque)

- 10 mai : le général Ignacio de Veintemilla se proclame dictateur de l’Équateur[17]. Privé de tout appui politique, il doit faire face à la fois au gouverneur libéral de Guayaquil et au gouverneur conservateur de Manabi. Il est renversé le 2 août 1883 : conservateurs et libéraux vont cohabiter sans heurts jusqu’en 1894.

- 20 juillet[18] : retour à la démocratie au Costa Rica (République libérale, 1882-1940). Succédant au général Guardia, le président Próspero Fernández Oreamuno expulse les jésuites (1884), interdit l’établissement de communautés religieuses et décrète la laïcité de l’enseignement public. Il meurt en 1885, laissant à don Bernardo Soto Alfaro le soin de terminer son mandat (1889).

- 7 septembre : tremblement de terre au Panama[19].

### Asie et Pacifique
- 16 avril : l’homme d’État japonais Ōkuma Shigenobu fonde le Kaishinto, parti progressiste[20].
- 25 avril : le capitaine de frégate Henri Rivière chargé par le gouverneur de Cochinchine Le Myre de Vilers de lutter contre le brigandage au Tonkin, s’empare de la citadelle d’Hanoï[21].

- 22 mai : traité entre la Corée et les États-Unis favorisé par la Chine pour neutraliser le Japon. La Corée s’efforce de moderniser et de réformer le pays, mais ces efforts sont entravés par l’influence des puissances étrangères avec lesquelles elle signe des traités commerciaux[22].

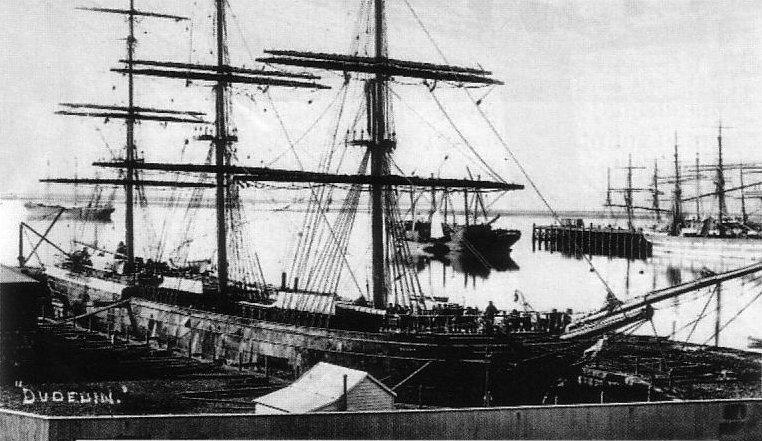
Le Dunedin à Port Chalmers en 1882

- 24 mai : le voilier Dunedin, parti de Nouvelle-Zélande le 11 février, arrive à Londres avec une cargaison de viande réfrigérée[23]. Des chambres froides équipent les vapeurs transocéaniques ; Désormais, les moutons de Nouvelle-Zélande seront élevés aussi pour la viande.

- Mai : séjour d’une mission militaire allemande à Constantinople, chargée de former une armée moderne, sous la direction du colonel Otto Kaehler[24].

- 1er juin : publication du premier numéro du Diariong Tagalog, premier journal bilingue aux Philippines, fondé par Marcelo H. del Pilar[25].
- Juin : le gouvernement ottoman met fin à l’émigration en Palestine[26]. Les Juifs entrent illégalement dans le pays.

- 23 juillet : sédition militaire en Corée, dite révolte Imo, qui passe sous l’influence politique de la Chine. Un officier instructeur est assassiné et la légation du Japon à Séoul est incendiée par des éléments nationalistes. La reine Min échappe de peu à un assassinat, mais doit s’enfuir. La Chine envoie des navires de guerre dans la rade d’In Cho. Le général Yuan Shikai dirige de fait le gouvernement et rétablit la reine Min. Le 30 août, la Chine accorde des réparations au Japon ainsi que l’autorisation de maintenir une petite garnison (traité de Chemulpo)[27].

- 31 juillet : fondation de Rishon LeZion par 10 membres du groupe sioniste des Amants de Sion, originaires de Kharkov (actuellement en Ukraine)[28]. Après des débuts difficile, Edmond de Rothschild favorise l’essor d’une colonisation juive pour une durée de sept ans, en investissant plus d’1,5 million de £.

- 10 octobre : création de la Banque du Japon[29].

- 29 novembre : incident de Fukushima. Agitation en faveur de l’adoption d’un régime constitutionnel au Japon. Plusieurs milliers de paysans et de militants libéraux s’affrontent avec la police de Fukushima[30].

- Ouverture de l’école juive de garçons de Jérusalem par Nissim Behar, de l’Alliance israélite universelle[31].

### Europe

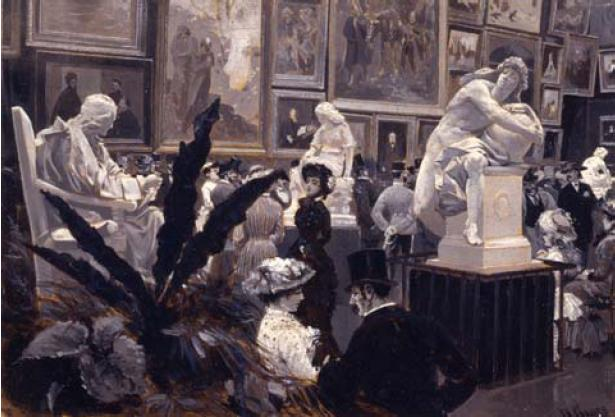
L'exposition internationale d'art de Vienne en 1882, toile de Wilhelm Gause

- 21 janvier : fondation de l’organisation Bilou (Beith Israël Lekhou Vena’ale), premier mouvement haloutsique (pionnier) en Ukraine, sous l’impulsion d'Israël Belkind[32].
- 6 mars (22 février du calendrier julien) : Milan Obrenovic se proclame roi et érige la Serbie en royaume indépendant[33]. Il doit cependant renoncer à toute autonomie à l’égard de l’Autriche en matière de politique étrangère.

- 6 mai :
  - attentat de Phoenix Park, à Dublin, contre des responsables britanniques. Assassinat du représentant du pouvoir britannique lord Frederick Cavendish par des membres de la Fraternité républicaine. Le leader modéré Parnell condamne vigoureusement l’attentat tout en attaquant la politique répressive du gouvernement britannique[34].
  - convention sur la police de la pêche de la mer du Nord signée à la Haye par le Royaume-Uni, l'Allemagne, le Danemark, les Pays-Bas, la Belgique et la France[35].
- 15 mai (3 mai du calendrier julien) : lois de mai en Russie. Nouveau statut des Juifs, les ramenant dans les bourgs de la zone de résidence et leur interdisant de posséder des terres[36].

- 20 mai : Triplice ou « Triple Alliance » entre l’Allemagne, l’Autriche et l’Italie. La rivalité franco-italienne en Tunisie et le différend de la question romaine poussent le roi d’Italie à adhérer au système défensif qui lie l’Allemagne et l’Autriche depuis 1879. En cas d’agression française non provoquée, l’Italie recevra le soutien de ses alliés. L’isolement de la France sur le continent européen est total[37].
- 23 mai : le tunnel ferroviaire du Saint-Gothard est inauguré. Il est ouvert au public le 1er juin[38]. Les travaux ont duré dix ans et fait 177 victimes.
- 30 mai : la nomination du comte Dimitri Tolstoï comme ministre de l'Intérieur en Russie[39] marque le début d’une longue période de réaction dominée par des figures de Pobiedonostsev, le procureur du Saint-Synode, et de Katkov, rédacteur des Nouvelles de Moscou.

- 18 août, Royaume-Uni :
  - la Société coloniale devient le Royal Colonial Institute[40] ;
  - loi sur le mariage au Royaume-Uni (Married Women’s Property Act) : la femme conserve l’entière propriété de ses biens, même après le mariage[41].
- 27 août, Russie : tout périodique averti trois fois est soumis à la censure préalable[42]. Disparition de la plupart des périodiques libéraux.

- 1er septembre : élaboration du programme de Linz, œuvre des pangermanistes autrichiens dirigés par Georg von Schönerer (mouvement national-allemand), qui appelle de ses vœux la formation d’une Grande Allemagne[43].
- 4 octobre : loi électorale en Autriche[44]. Élargissement du suffrage censitaire par le ministre Taaffe. Le corps électoral est étendu aux paysans aisés et aux petits bourgeois.

- Réorganisation de la police de Budapest[45].
- Le docteur Aletta Jacobs fonde la première clinique de planning familial à Amsterdam[46].
- Fondation à Varsovie du groupe socialiste Prolétariat de Ludwik Waryński[47]. Arrestations.

## Naissances en 1882
- 2 janvier : Ion Theodorescu-Sion, peintre roumain († 31 mars 1939).
- 4 janvier : Aristarkh Lentoulov, peintre russe († 15 avril 1943).
- 6 janvier : Sam Rayburn, homme politique américain († 16 novembre 1961).
- 7 janvier : Granville Bates, acteur américain († 8 juillet 1940).
- 17 janvier :
  - Noah Beery, acteur américain († 1er avril 1946).
  - André Prugent peintre français († 10 octobre 1965).
- 18 janvier : Lazare-Lévy, pianiste, pédagogue et compositeur français († 20 septembre 1964).
- 18 janvier :
- 21 janvier :
  - Lucila Luciani de Pérez Díaz, historienne, écrivaine et féministe vénézuélienne († 8 mars 1971).
  - Tadeusz Makowski, peintre polonais († 1er novembre 1932).
- 22 janvier : Lucien-Marie Pillot, peintre français († 11 août 1973).
- 25 janvier : Raimond Lecourt, peintre français († 1er janvier 1946).
- 26 janvier : Hugh Ragg, entrepreneur et homme politique fidjien († 24 mai 1963).
- 30 janvier : Franklin Delano Roosevelt, futur président des États-Unis († 12 avril 1945).
- ? janvier : John Percy Bayly, homme d'affaires, homme politique et philanthrope fidjien († 12 janvier 1963).

- 1er février : Louis St. Laurent, Premier ministre du Canada († 25 juillet 1973).
- 2 février : James Joyce, écrivain irlandais († 13 janvier 1941).
- 10 février : Francis La Monaca, peintre et sculpteur italien naturalisé français († 5 février 1937).
- 12 février : Walter Nash, premier ministre de Nouvelle-Zélande († 4 juin 1968).
- 15 février : John Barrymore, acteur américain († 29 mai 1942).
- 18 février : Malva Schalek, peintre austro-hongroise puis tchécoslovaque d'origine juive († 24 mars 1945).
- 21 février : Jean Dupas, peintre, affichiste et décorateur français († 6 septembre 1964).
- 27 février : Edmund Glaise-Horstenau, officier et homme politique autrichien († 20 juillet 1946).
- ? février : Abd Allah ibn Hussein, roi de Jordanie († 20 juillet 1951).

- 1er mars : Hans Mayer Heuberger, footballeur allemand († ?).
- 2 mars :
  - Wallis Clark, acteur britannique († 14 février 1961).
  - Alfred Veillet, peintre français († 9 avril 1952).
- 4 mars : Tjerk Bottema, peintre, décorateur et illustrateur néerlandais († 21 juin 1940).
- 5 mars :
  - Guy-Pierre Fauconnet, peintre et scénographe français († 5 janvier 1920).
  - Eustace Wyatt, acteur britannique († 25 octobre 1944).
- 6 mars : Jean-Pierre Lamboray, peintre et graphiste luxembourgeois  († 23 novembre 1962).
- 7 mars : Yvonne Diéterle, sculptrice et peintre française († 23 novembre 1974).
- 14 mars : Waclaw Sierpinski, mathématicien polonais († 21 octobre 1969).
- 17 mars : Archibald Clark Kerr, diplomate britannique († 5 juillet 1951).
- 20 mars :
  - René Coty, futur président de la République française († 22 novembre 1962).
  - Paul Manaut, sculpteur, peintre et aquarelliste français († 16 octobre 1959).
  - Maurice Marinot, peintre et artisan verrier français († 8 février 1960).
- 23 mars :
  - Max Gülstorff, acteur allemand († 6 février 1947).
  - Emmy Noether, mathématicienne allemande († 14 avril 1935).
- 27 mars : Charles Edmond Kayser, aquarelliste, graveur, aquafortiste et lithographe français († 9 juin 1965).
- 31 mars :
  - Louis Floutier, peintre français († 26 octobre 1936).
  - Sergueï Soudeïkine, peintre, graphiste et décorateur de théâtre russe puis américain († 12 août 1946).

- 3 avril :
  - Albert Doyen, musicien français († 22 octobre 1935).
  - Paul de Pidoll, peintre, xylographe et illustrateur de livres luxembourgeois († 6 décembre 1954).
- 4 avril : Emil Filla, peintre austro-hongrois puis tchécoslovaque († 7 octobre 1953).
- 10 avril : Fernand Hertenberger, illustrateur, dessinateur, graveur et peintre français († 28 août 1970).
- 11 avril :
  - Louis-Philippe Kamm, peintre et illustrateur français († 16 juin 1959).
  - Leonard Mudie, acteur anglais († 14 avril 1965).
- 13 avril : Augustin Ringeval, coureur cycliste français († 5 juillet 1967).
- 14 avril : Gudrun Ruud, zoologiste norvégienne († 31 décembre 1958).
- 15 avril : Giovanni Amendola, homme politique italien († 7 avril 1926).
- 17 avril : Artur Schnabel, pianiste, compositeur et pédagogue autrichien († 15 août 1951).
- 23 avril : Alexandre Blanchet, peintre et sculpteur suisse († 25 décembre 1961)
- 24 avril : Charles Descoust, peintre français († 9 juillet 1974).
- 27 avril : Jaroslav Benda, peintre, graphiste, affichiste et designer austro-hongrois puis tchécoslovaque († 12 janvier 1970).
- 28 avril : Joseph Dewulf, joueur et entraîneur de football belge († 6 décembre 1957).
- 29 avril : Auguste Herbin, peintre français († 31 janvier 1960).

- 5 mai : Maurice Peeters, coureur cycliste néerlandais († 6 décembre 1957).
- 6 mai : 
  - Guéorgui Atanassov, compositeur bulgare († 17 novembre 1931).
  - Charles Gallissot, astronome et mathématicien français († 25 août 1956).
- 8 mai : Fred Money, peintre et illustrateur français († 24 décembre 1956).
- 10 mai : Clarence Burton, acteur américain († 2 décembre 1933).
- 12 mai : Georges Klaenschi, peintre et collectionneur de figurines français († 19 juillet 1949).
- 13 mai : Georges Braque, peintre, sculpteur et graveur français († 31 août 1963).
- 18 mai : Georges Dumoulin, peintre paysagiste et verrier français († 30 mars 1959).
- 21 mai : Mathurin Méheut, peintre et illustrateur français († 22 février 1958).
- 22 mai : Georges Bilhaut, peintre et historien de l'art français († 13 février 1963).
- 23 mai : André Chapuy, peintre et graveur français († 9 juillet 1941).
- 24 mai :
  - Alexandre Chevtchenko, peintre et sculpteur russe († 28 août 1948).
  - Kyrylo Stetsenko, compositeur, chef de chœur et archiprêtre ukrainien († 12 mai 1922).
- 25 mai : Maurice Le Boucher, organiste, compositeur et pédagogue français († 9 septembre 1964).
- 27 mai : Kamo (Simon Ter-Petrossian), militant bolchevik géorgien († 14 juillet 1922).
- 31 mai : Juan Luque de Serralonga, joueur et manager de football mexicain et espagnol († 18 juillet 1967).

- 5 juin : Antonín Procházka, peintre austro-hongrois puis tchécoslovaque († 5 juin 1945).
- 16 juin :
  - Henry Bischoff, peintre, illustrateur et graveur suisse († 7 juillet 1951).
  - Mohammad Mossadegh, homme d'État iranien († 5 mars 1967).
- 17 juin : Igor Stravinsky, compositeur russe, naturalisé français puis américain († 6 avril 1971).
- 22 juin : Émile Demangel, coureur cycliste français († 11 octobre 1968).
- 24 juin : Maurice Asselin, peintre et graveur français († 27 septembre 1947).
- 26 juin :
  - Georges Baudin, peintre, illustrateur et graveur français († 28 juin 1960).
  - Oscar Lüthy, peintre suisse († 1er octobre 1945).
- 30 juin : Léon Delsinne, homme politique belge († 11 octobre 1971).

- 1er juillet : Bidhan Chandra Roy, médecin et homme politique indien († 1er juillet 1962).
- 2 juillet :
  - Émile Maitrot, coureur cycliste français († 14 septembre 1916).
  - Joseph Orcesi, aquarelliste français († 20 janvier 1974).
- 5 juillet :
  - Edmond Barbarroux, peintre français († 12 juin 1948).
  - Paul de Castro, peintre français († 10 janvier 1940).
  - Hazrat Inayat Khan, écrivain, philosophe, enseignant et musicien indien († 5 février 1927).
- 7 juillet : Louis Clément, peintre et maître émailleur français († 30 juillet 1977).
- 9 juillet : Hans Berger, peintre suisse († 7 avril 1977).
- 11 juillet : Renaud de Vezins, peintre, graveur et homme politique français († 21 septembre 1932).
- 13 juillet :
  - İbrahim Çallı, peintre turc († 22 mai 1960).
  - Shigeru Aoki, peintre japonais († 25 mars 1911).
- 14 juillet : Edwin Billington, coureur cycliste sur piste américain († 8 août 1966).
- 15 juillet : Nora Ashe, enseignante irlandaise, nationaliste et militante de la langue irlandaise († 20 janvier 1970).
- 16 juillet : Theo von Brockhusen, peintre, dessinateur et graveur allemand († 20 avril 1919).
- 18 juillet : El Gallo (Rafael Gómez Ortega), matador espagnol († 25 mai 1960).
- 21 juillet : David Bourliouk, peintre, illustrateur et écrivain russe puis ukrainien († 15 janvier 1967).
- 22 juillet : Edward Hopper, peintre et graveur américain († 15 mai 1967).
- 24 juillet : Clotilde Luisi, avocate, professeur de droit et féministe uruguayenne († 1969).
- 27 juillet : Donald Crisp, acteur, réalisateur, producteur et scénariste britannique († 25 mai 1974).
- 30 juillet :
  - Holmes Herbert, acteur britannique († 26 décembre 1956).
  - Gaston Thiesson, peintre postimpressionniste français († 2 février 1920).

- 5 août :
  - Omer Bouchery, peintre, graveur et illustrateur français († 18 avril 1962).
  - Nicolas De Corsi, peintre italien († 1956).
  - Eugène Delécluse, peintre, illustrateur et aquafortiste français († 1972).
  - ou 5 août 1881 : Hugh S. Johnson, soldat américain († 15 avril 1942).
- 6 août :
  - Édouard Cortès, peintre post-impressionniste français († 26 novembre 1969).
  - Jean Lefeuvre, peintre paysagiste français († 31 décembre 1974).
- 9 août : Jean Cottenet, peintre français († 1973).
- 16 août : Christian Mortensen, supercentenaire danois († 25 avril 1998).
- 19 août : MacGillivray Milne, homme politique américain († 26 janvier 1959).
- 24 août :
  - Victor Louis Cuguen, peintre français († 25 juillet 1969).
  - Willy Pogány, illustrateur, peintre et décorateur hongrois († 30 juillet 1955).
- 25 août : Jules-Émile Zingg, peintre français († 4 mai 1942).
- 26 août : Carlo Galetti, coureur cycliste italien († 2 avril 1949).
- 27 août : Jaroslav Křička, compositeur austro-hongrois puis tchécoslovaque († 23 janvier 1969).
- 31 août : Paul-Marcel Balmigère, peintre français († 1953).

- 3 septembre : Willem van Hasselt, peintre français († 23 août 1963).
- 4 septembre : Adrienne Jouclard, peintre, dessinatrice et graveuse à la pointe sèche française († 14 décembre 1972).
- 5 septembre :
  - Léopold Lévy, peintre et graveur français († 12 décembre 1966).
  - Maurice Toussaint, peintre, dessinateur et illustrateur français († 3 décembre 1974).
- 8 septembre : Gustave Lorain, peintre et illustrateur français († 25 mai 1965).
- 10 septembre : Károly Huszár, homme d'État hongrois († 29 octobre 1941).
- 11 septembre :
  - Erville Alderson, acteur américain († 4 août 1957).
  - James Chuter Ede, homme politique britannique († 11 novembre 1965).
- 13 septembre : Aina Onabolu, peintre et pédagogue nigérian († 3 février 1963).
- 17 septembre : Georges Jauneau, illustrateur français († 8 mars 1928).
- 18 septembre : Henry Edwards, acteur, réalisateur, scénariste et producteur britannique († 2 novembre 1952).
- 20 septembre :
  - Boris Chapochnikov, Maréchal de l'Union Soviétique († 26 mars 1955).
  - William C. Dowlan, acteur et un réalisateur américain († 6 novembre 1947).
  - Walter Kingsford, acteur britannique († 2 février 1958).
- 21 septembre : Alf Hurum, compositeur et peintre norvégien († 15 août 1972).
- 24 septembre : Georges Paulmier, coureur cycliste français († 30 décembre 1965).

- 3 octobre : Auguste Chabaud, peintre et sculpteur français († 23 mai 1955).
- 4 octobre : Lucien Lapeyre,  peintre et illustrateur français († 6 février 1967).
- 5 octobre :
  - Louis Cartier-Bresson, peintre français († 11 mai 1915).
  - Robert Goddard, ingénieur et physicien américain († 10 août 1945).
  - Samuel Granowsky, peintre et sculpteur français († 1942).
- 6 octobre : Karol Szymanowski, compositeur polonais († 28 mars 1937).
- 10 octobre :
  - Corchaito (Fermín Muñoz Corchado y González), matador espagnol († 9 août 1914).
  - Fabien Fabiano, peintre, illustrateur et caricaturiste français († juin 1962).
- 11 octobre :
  - John Francis D'Alton, cardinal irlandais, archevêque d'Armagh († 1er février 1963).
  - Robert Nathaniel Dett, organiste, pianiste et compositeur américano-canadien († 2 octobre 1943).
- 12 octobre : Hermann Wolfgang von Waltershausen, compositeur, chef d'orchestre et critique musical allemand († 13 août 1954).
- 15 octobre : Simone Desprez, peintre française († 23 mai 1970).
- 18 octobre :
  - Édouard Léonard, coureur cycliste français († 3 mars 1968).
  - Lucien Petit-Breton, coureur cycliste français († 20 décembre 1917).
- 19 octobre : Umberto Boccioni, peintre et sculpteur futuriste italien († 16 août 1916).
- 20 octobre : Nora Lancaster, actrice britannique († 1968).
- 21 octobre : Albert Loriol, peintre français († 3 janvier 1963).
- 22 octobre : N. C. Wyeth, artiste et illustrateur américain († 19 octobre 1945).
- 26 octobre : Percy Standing, acteur anglais († 17 septembre 1950).
- 29 octobre : Jean Giraudoux, dramaturge français († 31 janvier 1944).
- 30 octobre : Mykhaïlo Boïtchouk, peintre russe puis soviétique († 13 juillet 1937).
- 31 octobre : Magdeleine Hue, peintre française de l'École de Rouen († 17 avril 1944).

- 1er novembre : Lorenzo Viani, peintre, graveur et écrivain italien († 2 novembre 1936).
- 6 novembre :
  - Gabriel Belot, poète, peintre et graveur français († 4 novembre 1962).
  - Feng Yuxiang, militaire chinois († 1er septembre 1948).
- 10 novembre : Luna Drexlerówna, peintre et sculptrice polonaise  († 5 novembre 1933).
- 11 novembre : Émile Jennissen, homme politique belge († 5 juin 1949).
- 12 novembre : Giuseppe Antonio Borgese, critique et écrivain italien († 4 décembre 1952).
- 15 novembre : Achille-Eugène Godefroy, peintre français († 20 septembre 1914).
- 17 novembre : Giovanni Conti, homme politique italien († 11 mars 1957).
- 18 novembre :
  - Joseph Cardijn, cardinal belge, fondateur de la JOC († 24 juillet 1967).
  - Wyndham Lewis, peintre britannique d'origine canadienne († 7 mars 1957).
- 21 novembre : Jean Marchand, peintre, graveur et illustrateur français († 7 octobre 1941).
- 23 novembre :
  - Fernand Augereau, coureur cycliste français († 26 juillet 1958).
  - René Kuder, peintre français († 23 septembre 1962).
- 26 novembre : Ikuma Arishima, romancier, essayiste et peintre japonais († 15 septembre 1974).

- 3 décembre :
  - Edmond Audemars, coureur cycliste, aviateur et entrepreneur suisse († 4 août 1970).
  - Giovanni Rossignoli, coureur cycliste italien († 27 juin 1954).
- 7 décembre : Sarah Lipska, peintre, styliste et décoratrice française d’origine polonaise († 28 novembre 1973).
- 8 décembre : Manuel María Ponce, compositeur mexicain († 24 avril 1948).
- 9 décembre :
  - Elmer Booth, acteur américain († 16 juin 1915).
  - Luc-Albert Moreau, peintre, graveur, lithographe et illustrateur français († 29 avril 1948).
  - Nicolas Soukhanov, homme politique et économiste russe puis soviétique († 29 juin 1940).
  - Joaquín Turina, pianiste et compositeur de musique classique espagnol († 14 janvier 1949).
- 13 décembre :
  - Albert Austin, acteur et réalisateur britannique († 15 août 1953).
  - Tsianina Redfeather Blackstone, chanteuse américaine d'origine creek († 10 janvier 1985).
- 15 décembre :
  - Germán Álvarez Beigbeder, compositeur espagnol († 11 octobre 1968).
  - Leonard Willey, acteur anglais († 30 juin 1964).
- 16 décembre :
  - Zoltán Kodály, compositeur hongrois († 6 mars 1967).
  - Kubushiro Ochimi, cheffe religieuse japonaise, militante pour la tempérance et féministe († 23 octobre 1972).
- 18 décembre :
  - William Finnemann, évêque philippin, résistant aux Japonais, « serviteur de Dieu » († 1942).
  - Gaston Ploquin, peintre et dessinateur français († 5 septembre 1970).
- 19 décembre : Walter Braunfels, compositeur et pianiste allemand († 19 mars 1954).
- 23 décembre : Juan Pistarini, général et homme politique argentin († 29 mai 1956).
- 25 décembre : Paul Vera, peintre et décorateur français († 26 novembre 1957).
- 26 décembre :
  - Marcel Bloch, peintre, lithographe, aquafortiste, pastelliste, portraitiste et illustrateur français († 17 avril 1966).
  - Rose Dujardin-Beaumetz, peintre française († 23 janvier 1967).
  - Louis Heusghem, coureur cycliste belge († 26 août 1939).
- 28 décembre : Sir Arthur Eddington, astronome et physicien britannique († 22 novembre 1944).

- Date inconnue :
  - Abdelkrim el-Khattabi, chef militaire rifain, icône des mouvements de résistance maroc († 6 février 1963).
  - Marcelle Ackein, peintre orientaliste française († 1952).
  - Francesco Agnesotti, peintre italien († 1960).
  - Charles-Pierre Bernard, peintre français († 1961).
  - Jean Didier-Tourné, peintre, graveur, lithographe, illustrateur, décorateur et fresquiste français († 1967).
  - Labiba Hashim, journaliste et romancière libanaise († 1952).
  - Hédi Khayachi, peintre tunisien († 1948).
  - Bernat Lassaleta, footballeur et ingénieur industriel espagnol († 1948).
  - Liang Hongzhi, homme politique chinois († 9 novembre 1946).
  - Iacob Pistiner, homme politique roumain († 23 août 1930).
  - Grigori Tchirikov, restaurateur d'art, peintre d'icône et collectionneur russe puis soviétique († 5 mai 1936).
  - Ilias Bey Vrioni, homme politique et diplomate albanais († 17 mars 1932).

## Décès en 1882
- 2 janvier : Alfred Dehodencq, peintre français (° 23 avril 1822).
- 9 janvier : Georges-Joseph de Momigny, compositeur français (° 12 décembre 1812).
- 10 janvier : Henri Jules Bataille, militaire français, général de division d’infanterie (° 6 septembre 1816).
- 13 janvier : Auguste Rigon, peintre, acteur puis décorateur français (° 28 novembre 1830).

- 3 février :
  - Josep Brocà i Codina, compositeur, guitariste et militaire catalan (° 21 septembre 1805).
  - Mary Elizabeth Lange, religieuse catholique haïtienne (° 1789).
- 7 février :
  - Edouard de Bièfve, peintre belge (° 14 décembre 1808).
  - Gaetano Fasanotti, peintre italien (° 1831).
- 16 février : Julián Arcas, guitariste classique et compositeur espagnol (° 1832).
- 26 février :
  - Marie Ferré, militante de la Commune de Paris de 1871.
  - Moritz-Daniel Oppenheim, peintre allemand (° 7 janvier 1800).

- 1er mars : Theodor Kullak, pianiste, compositeur et professeur de musique polonais (° 12 septembre 1818).
- 23 mars :
  - Eugen Napoleon Neureuther, peintre dessinateur et graveur allemand (° 13 janvier 1806).
  - Alexis Joseph Pérignon, peintre français (° 15 mars 1806).
- 31 mars : Henri Lehmann, peintre français d'origine allemande (° 14 avril 1814).

- 3 avril : Jesse James, hors-la-loi américain (° 5 septembre 1847).
- 5 avril : Pierre Guillaume Frédéric Le Play, ingénieur du corps des mines et sociologue paternaliste français (° 11 avril 1806).
- 8 avril : Henri Martin,  dompteur de fauves et fondateur du Zoo de Rotterdam (° 8 janvier 1793).
- 9 avril : Dante Gabriel Rossetti, poète, écrivain et peintre britannique (° 12 mai 1828).
- 10 avril : Ewelina Hańska, Comtesse polonaise (° 6 janvier 1801).
- 17 avril : Antonio Fontanesi, peintre et graveur italien (° 23 février 1818).
- 19 avril : Charles Robert Darwin, naturaliste anglais (° 12 février 1809).
- 29 avril : Laurent Détouche, peintre français (° 24 novembre 1816).

- 12 mai : Gabriele Smargiassi, peintre italien (° 22 juillet 1798).
- 16 mai : Stéphane Baron, peintre, aquarelliste et aquafortiste français (° 2 octobre 1827).
- 17 mai : François Chabas, égyptologue français (° 2 janvier 1817).

- 10 juin :
  - Emmanuel Lauret, peintre français (° 31 mai 1809).
  - Vassili Perov, peintre russe (° 2 janvier 1834).
- 24 juin : 
  - Louis Godefroy Jadin, peintre paysagiste et animalier français (° 30 juin 1805).
  - Joseph Joachim Raff, compositeur germano-suisse (° 27 mai 1822).
- 29 juin : Giuseppe Garibaldi, général, homme politique et patriote italien (° 4 juillet 1807).
- 30 juin : François-Auguste Biard, peintre français (° 15 octobre 1798).

- 3 juillet : Benjamin Notthingham Webster, dramaturge anglais (° 3 septembre 1797).
- 9 juillet : Louis-Charles Verwée, peintre belge (° 3 juillet 1832).
- 10 juillet : Domingos José Gonçalves de Magalhães, médecin, diplomate, homme politique, écrivain et poète brésilien (° 13 août 1811).
- 11 juillet : Louis-Eugène Simonis, sculpteur belge (° 11 juillet 1810).
- 15 juillet : Jacques Dehaene, homme d'église et politicien français (° 16 septembre 1809).
- 19 juillet : Martin Léonce Chabry, peintre français (° 18 avril 1832).
- 20 juillet : Éloy Chapsal, peintre français (° 25 juin 1811).
- 27 juillet : Alexandre Desgoffe, peintre français (° 2 mars 1805).
- 29 juillet : Andrew Leith Adams, médecin, naturaliste et géologue (° 21 mars 1827).

- 2 août : Luigi Rubio, peintre italien (° entre 1797 et 1808).
- 14 août : « El Salamanquíno » (Julián Casas del Guijo), matador espagnol (° 16 février 1818).

- 14 septembre : Georges Leclanché ingénieur et industriel français, inventeur de la pile saline (° 9 octobre 1839).
- 22 septembre : Katarina Ivanović, peintre serbe (° 15 avril 1811 ou 1817).
- 30 septembre : José Milla y Vidaurre, auteur et diplomate guatémaltèque (° 4 août 1822).

- 22 octobre :
  - Bernard-Augustin de Cabannes, aristocrate et héraldiste français.
  - Ion Andreescu, peintre roumain (° 15 février 1850).
  - Adolf Gutmann, pianiste et compositeur allemand (° 12 janvier 1819).
- 29 octobre : Gustav Nottebohm, musicologue, éditeur de musique, pianiste, compositeur et professeur de musique allemand (° 12 novembre 1817).
- 30 octobre : Olegario Víctor Andrade, poète, journaliste et homme politique argentin (° 6 mars 1839).

- 7 novembre : Julius Hübner, peintre allemand (° 27 janvier 1806).
- 20 novembre : Henry Draper, astronome américain (° 7 mars 1837).
- 23 novembre : Charles Sellier, peintre français (° 23 décembre 1830).

- 6 décembre : Louis Blanc, historien et homme politique socialiste français (né à Madrid (° 29 octobre 1811).
- 21 décembre : Francesco Hayez, peintre italien (° 10 février 1791).
- 23 décembre : Ferdinand-François-Auguste Donnet, cardinal français, archevêque de Bordeaux (° 16 novembre 1795).
- 27 décembre : Giovanni Losi, prêtre et missionnaire combonien italien (° 29 novembre 1838).
- 31 décembre : Léon Gambetta, homme d'État français (° 2 avril 1838).

- Date précise inconnue :
  - Anton Chladek, peintre roumain (° 1794).
  - Giacomo Rossetti, peintre et photographe italien (° 1807).
  - François Geoffroy Roux, peintre de marines, aquarelliste et dessinateur français (° 21 octobre 1811).
  - Giacomo Trecourt, peintre italien (° 1812).